# 布尔 (盖尔森基兴)
布尔（德語：Buer）是德国北莱茵-威斯特法伦州非县辖城市盖尔森基兴市的一个市区。它与肖尔温、哈塞尔一起组成盖尔森基兴的北区。
从1911年到1928年布尔是一个城市，1928年与豪尔斯特一起并入盖尔森基兴。到1930年为止合并的城市叫盖尔森基兴-布尔，此后改名为盖尔森基兴。今天叫布尔的市区只包括过去布尔市的中心。今天盖尔森基兴的北区、东区和西区一共包括八个市区，相当于过去布尔市的面积范围，今天盖尔森基兴半数以上的居民居住在这里。直到今天部分当地人依然认为布尔是一个“独立的老城镇”。这里有地理位置的因素，也有历史因素，此外布尔的中心也比较大，与整个盖尔森基兴相比这里的居住条件和生活水平也比较高。

## 地理

### 位置
从1448年到1928年布尔是一个亚市级的镇，从1911年开始它被提升为市。到19世纪中为止布尔的边界一直在不断变化，20世纪初布尔市成立的时候它的边界这样定义的：布尔的南侧与黑尔讷和埃森。向南莱茵河-黑尔讷运河是布尔和盖尔森基兴的界限。向北它濒临雷克灵豪森县的多斯滕、马尔和黑尔滕。向西它与格拉德貝克和博特罗普接壤。

过去布尔市的面积比今天大得多，它包含今天盖尔森基兴的多个市区。
今天的市区盖尔森基兴-布尔被田野和小树林环绕。市区内有多个绿地和公园，有些公园里有湖泊。市区内还有多个分配花园设施和体育场。一座过去的煤矿的石堆今天被种了树，是一个近郊休闲场地。

### 交通
布尔有两个离市区中心都比较远的鐵路車站：盖尔森基兴-布尔北站有每小时通往格拉德貝克、博特罗普、埃森和伍珀塔尔的萊茵－魯爾城市快鐵。盖尔森基兴-布尔南站每小时有通往格拉德貝克东站、黑尔讷、多斯滕和多特蒙德的列车。
市内交通的枢纽则是布尔的市政厅。
布尔有两个高速公路进出口，北部与德国52号高速公路相连，南部与德国2号高速公路相连。

## 历史
布尔成市前属于雷克灵豪森县。1928年4月1日布尔、豪尔斯特和盖尔森基兴合并成盖尔森基兴-布尔。1929年矿山工会创办了一座医院，2002年该医院与市医院合并为布尔矿工健康和儿童医院。1930年5月21日合并城市的名字改为盖尔森基兴。从此布尔只是一个市区。一开始的时候该市区的面积基本上包括过去整个布尔市的地区。
第二次世界大战中圣乌尔班诺斯100米高的教堂钟楼被炸弹摧毁，此钟楼只有一座高50米的平顶。
1975年行政区划改革中北莱茵-威斯特法伦州所有非县辖城市分市区。原布尔市的地区被分为三个区，其中今天的市区布尔在北区，只包含过去的市中心。
2003年市区庆祝布尔这个地名在文献中出现1000周年。

## 居民
2019年12月31日盖尔森基兴-布尔共有33126名居民。
- 女子占居民51.8%（盖尔森基兴的比例为50.4%）[2]
- 男子占居民48.2%（盖尔森基兴的比例为49.6%）[2]
- 外国人比例为13.0%（盖尔森基兴的比例为21.7%）[2]

### 人口发展
以下为布尔2004年以来的人口发展：
| 年             | 人口   |
| -------------- | ------ |
| 2004年12月31日 | 34,872 |
| 2005年12月31日 | 34,877 |
| 2006年12月31日 | 34,707 |
| 2007年12月31日 | 34,600 |
| 2008年12月31日 | 34,308 |
| 2009年12月31日 | 34,130 |
| 2010年12月31日 | 33,969 |
| 2011年12月31日 | 33,917 |
| 2012年12月31日 | 33,799 |
| 2013年12月31日 | 33,730 |

## 建筑物

### 市政厅和市政厅塔
1909年布尔市政府进行了一次建造新市政厅的建筑设计比赛，但是所有62个参选的设计都被否定。因此1909年中市政府授命政府建筑师约瑟夫·彼得·海尔做设计。他的设计也再次被修改和扩张。1910年建筑开始，1912年9月启用。市政厅里共有100多间办公室和4间会议室。1952年/53年东边扩建。1988年老市政厅、市政厅塔以及西侧的扩建被保护。
市政厅塔
- 启用：1912年9月21日
- 扩建：1952年/53年
- 修缮：2003年，前广场
- 建筑师：海尔
- 造价：117万黃金馬克
- 层楼数：6
- 高度：63.72米
  - 总台阶数：278

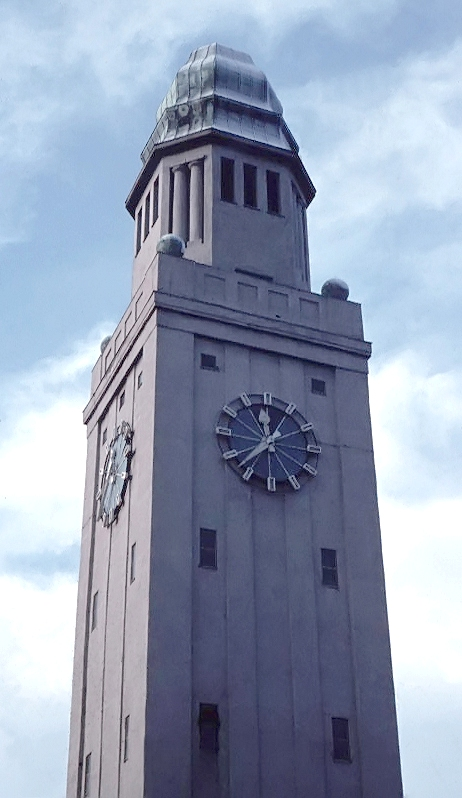
市政厅塔

塔和塔内的帕特诺斯特电梯都是受保护建筑，可以不定期参观使用。塔的铜顶是威廉时代很有代表性的。

### 其它建筑物
1906年到1908年间今天的莱布尼茨中学建成。中学进口上方有一非常精美的绿色布尔椴树，其上是科隆選侯國的十字，因为过去布尔属于天主教科隆总教区。
新教施丹凡努斯教堂是一座现代建筑，它的外形像一座船头。它是1964年由建筑师彼得·格隆特设计的，但是是在1968年到1970年格隆特死后建成的。教堂的内部布置以及窗上的抽象图案是英格·法勒设计的。教堂内神坛上是一座配搪瓷蓝色底的小型十字架，是设计师的寡妇纪念她已故丈夫捐赠的。从2004年开始该教堂被列入受保护建筑物。

## 宗教

### 天主教教会

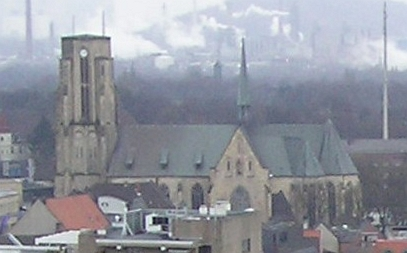
圣乌尔班诺斯教堂

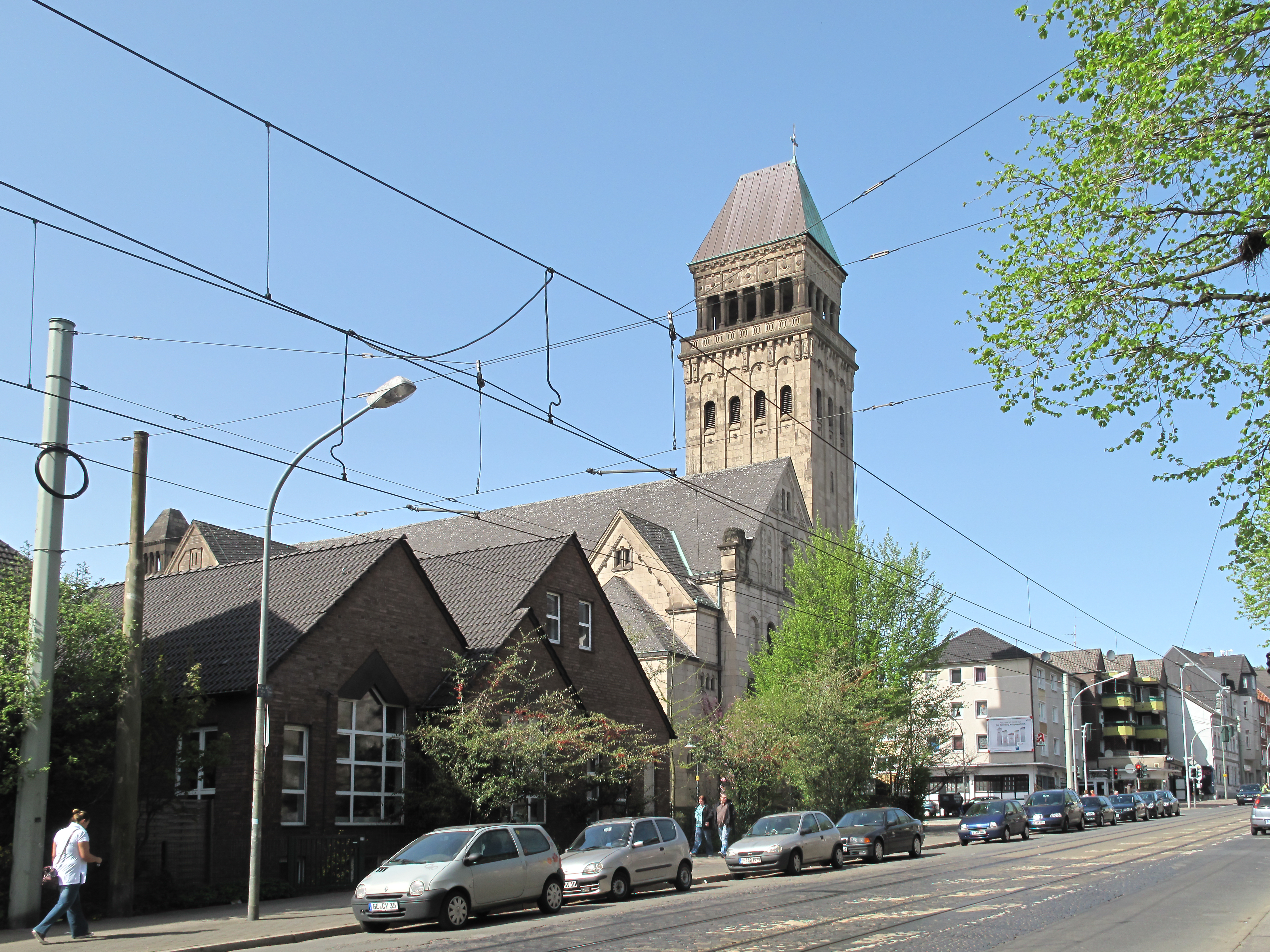
圣路德格鲁斯教堂

约公元1000年时当地属于威尔顿修道院。1160年圣乌尔班诺斯教堂成为牧区教堂。这座教堂在历史上曾经被多次建造，一开始是罗曼式的，1302年改建成哥特式的。1688年大火之后在18世纪初又重建。今天的圣乌尔班诺斯教堂是1893年建造的，原高度为100米。第二次世界大战中钟楼被炸后它的高度只留下了50米，上面盖了一个平顶。1955年该教堂被升级，从牧师教堂升到牧师长教堂。
1915年布尔设立了一个自己的教会区。1954年这个区被分成南北两个区。1958年1月1日它们被并入天主教埃森教区。
19世纪末、20世纪初有大量天主教教徒迁移到鲁尔区，20世纪中许多东欧的德国人被驱逐，后来又有许多原来住在东德的人迁到鲁尔区，因此从布尔的牧区分出8子牧区。
后来由于德国天主教教会缺乏牧师，加上教徒数量减少，以及埃森教区的经济问题，2000年到2004年间一些牧区又合并。2008年埃森教区进行结构改革，2007年8月19日该改革生效，从布尔分出去的牧区又全部合并成一个牧区。它成为德国信徒数目最高的牧区。共有约4万名信徒，甚至于多于整个天主教格尔利茨教区（3万信徒）的信徒数。

### 新教教会

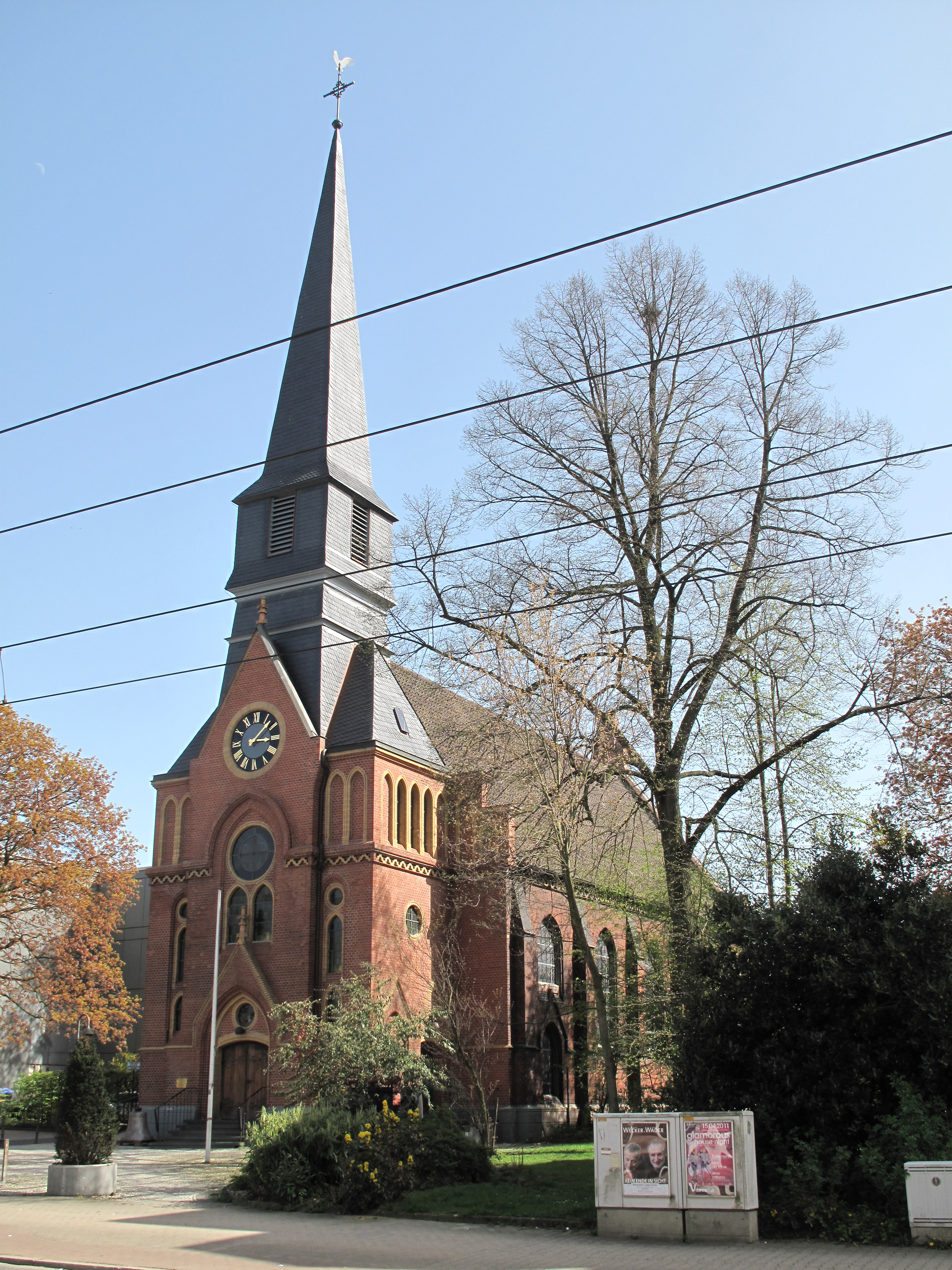
使徒教堂

原来布尔主要是天主教地区。从1873年开始随矿山的发展许多人涌入鲁尔区，当地城市化带来了许多其它信仰的人。1888年5月4日在使徒教堂成立了布尔的第一个独立的新教教会。此后在布尔又创立了三个新教教会，它们有些甚至在1960年代里还创办了子教会。

### 犹太教
1922年布尔的猶太會堂建成，1938年11月9日水晶之夜中该会堂被焚毁。此后在原来会堂的地方建造了市室内游泳池。部分原来会堂的地基可以通过玻璃瓦砖看到。其它部分完全被游泳池覆盖。此外一块很大的纪念柱和一块牌子纪念会堂的遗址。安妮·弗蘭克家的一个朋友奥古斯特·凡·佩尔斯和弗蘭克一家一起躲在阿姆斯特丹，她出生于布尔。

### 伊斯兰教
1980年代里从土耳其和北非来的移民在布尔创办了一个伊斯兰教教会。今天市区内有三座由协会资助的清真寺。

## 名人
- 哈利勒·阿尔滕托普，土耳其国家足球队运动员
- 哈米德·阿尔滕托普，土耳其国家足球队运动员
- 格尔德·法尔廷斯，数学家
- 哈拉尔德·楚尔·豪森，医学家
- 曼努埃尔·诺伊尔，德国国家足球队守门员

## 照片
以下照片是从市政厅塔上向四个方向拍摄的：
1955年

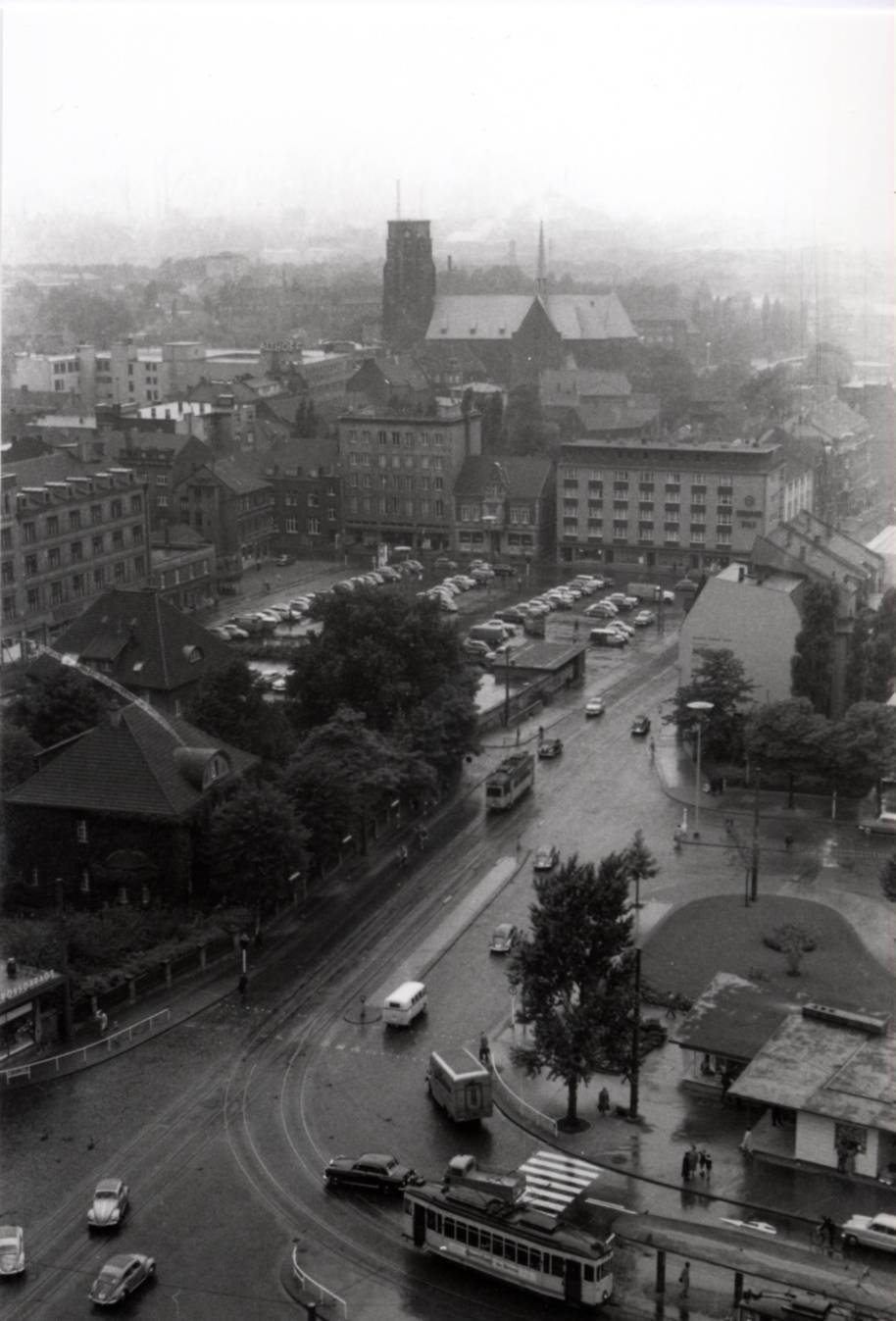
向北
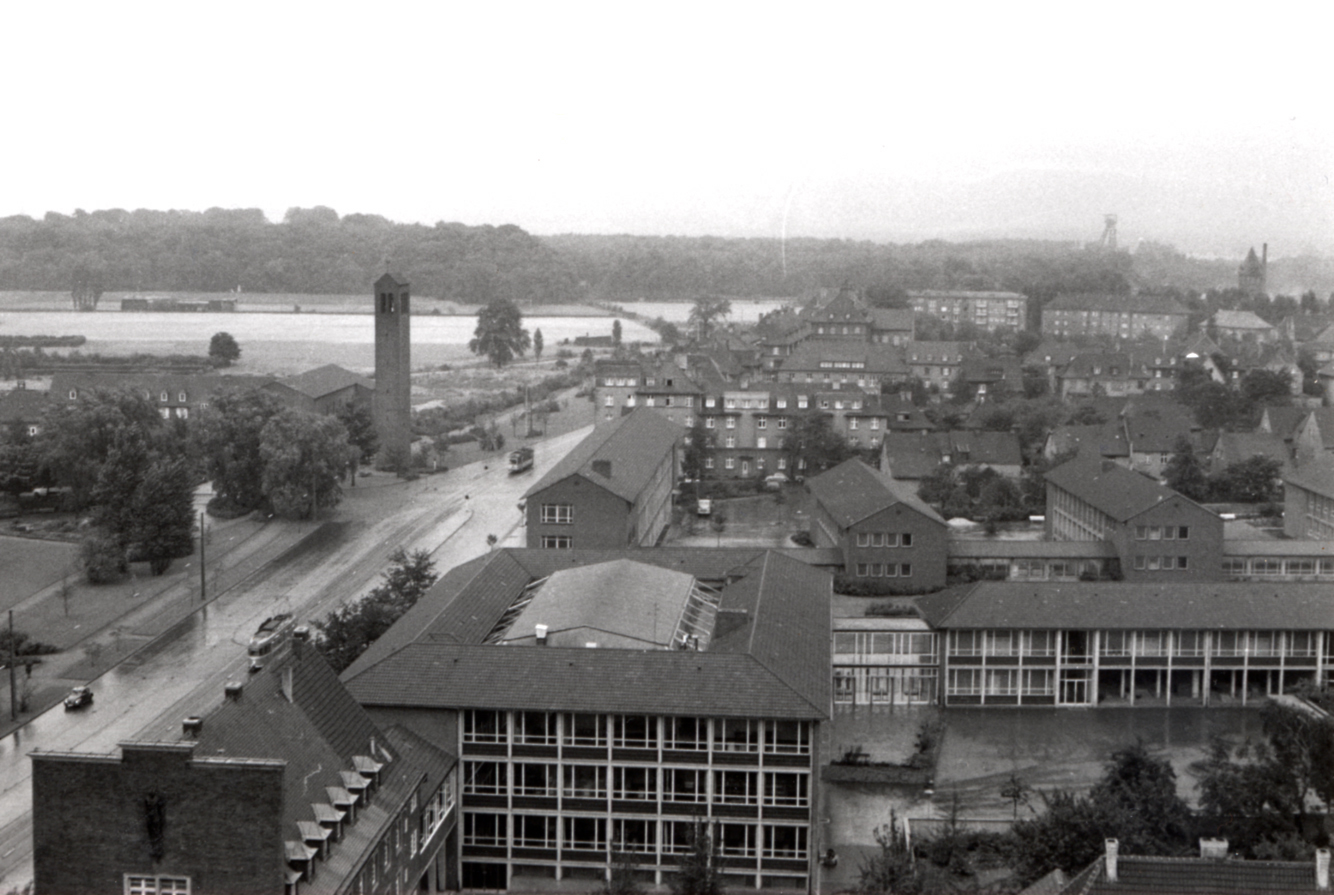
向东
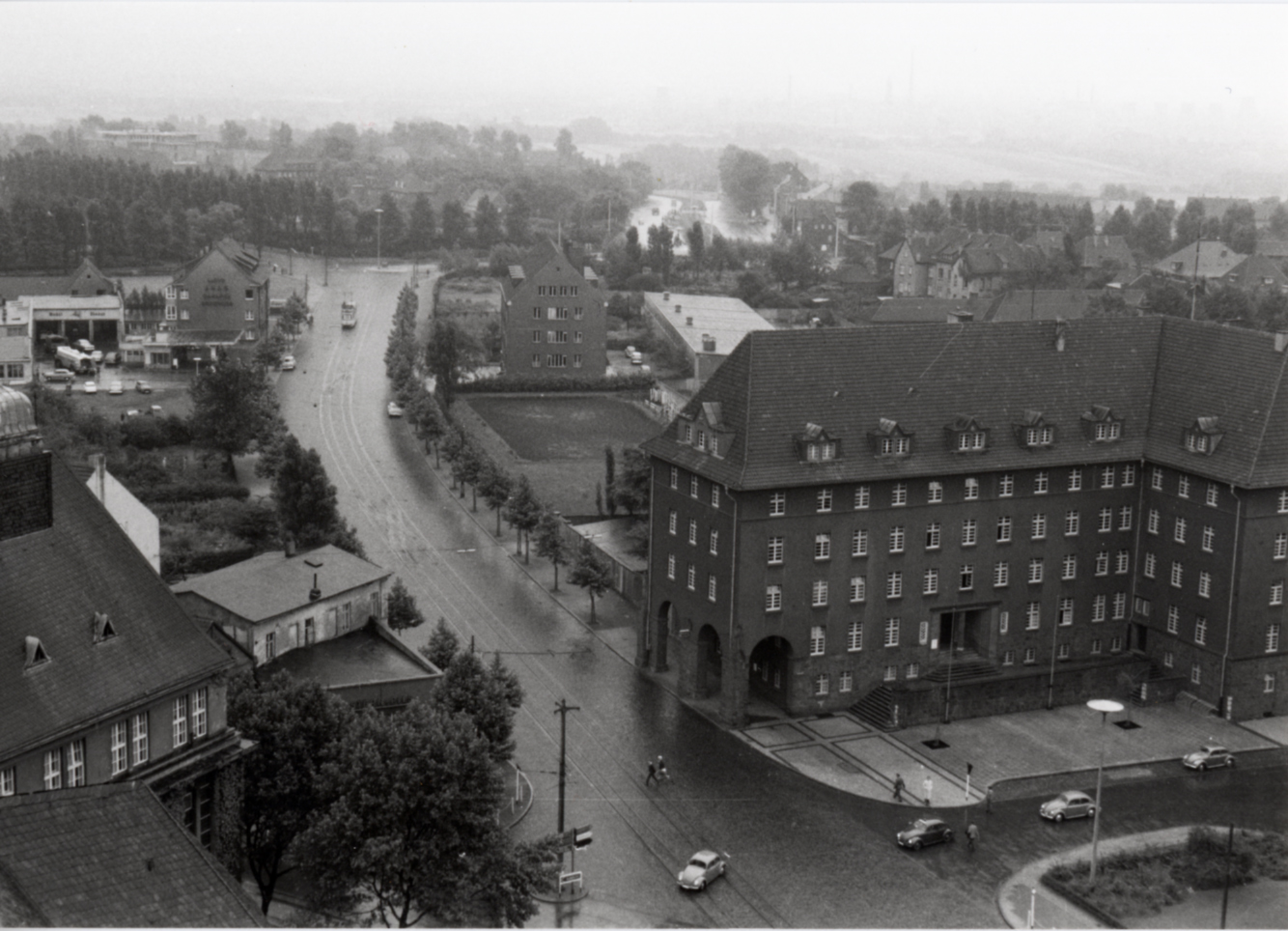
向南
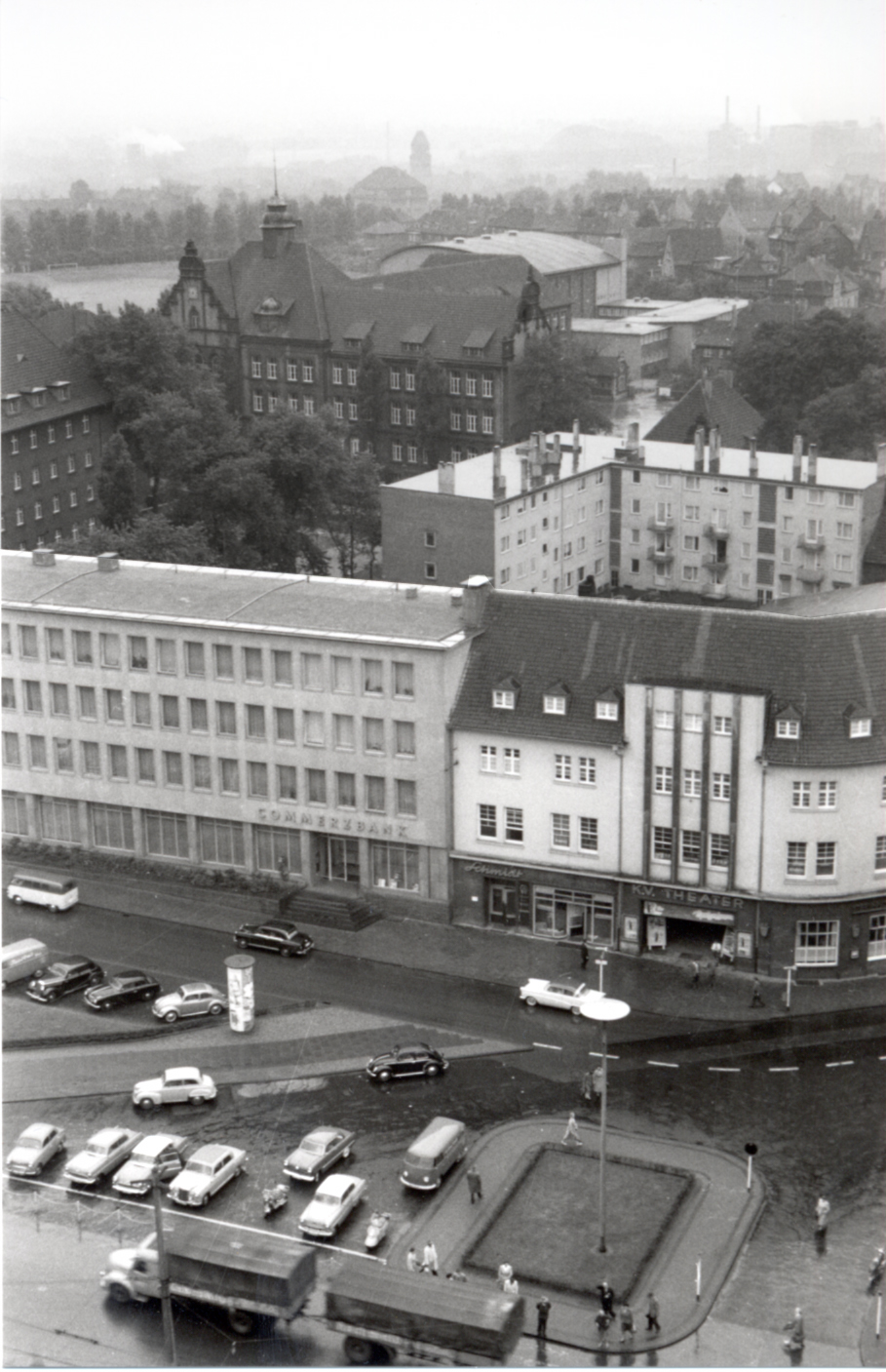
向西

2005年

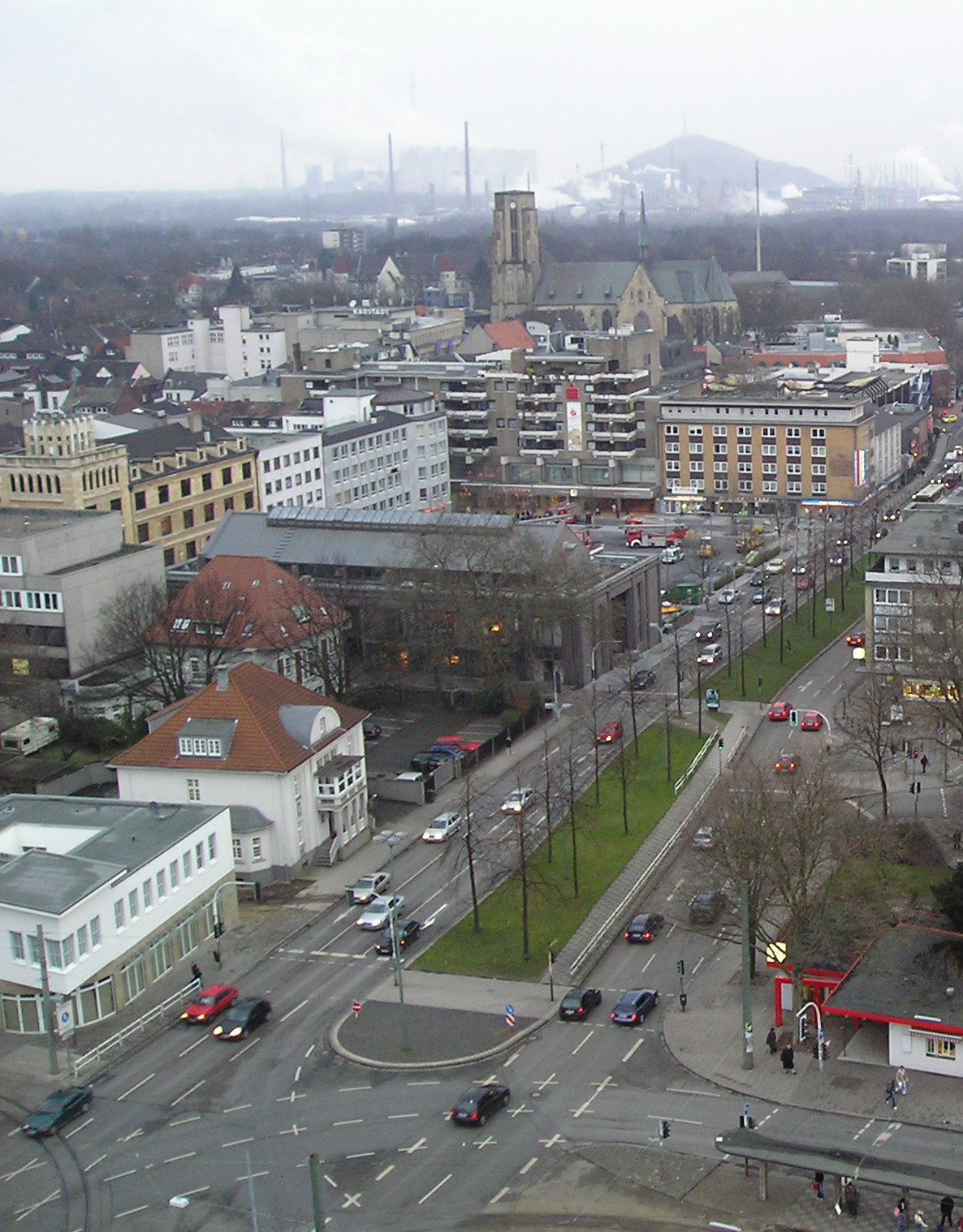
向北
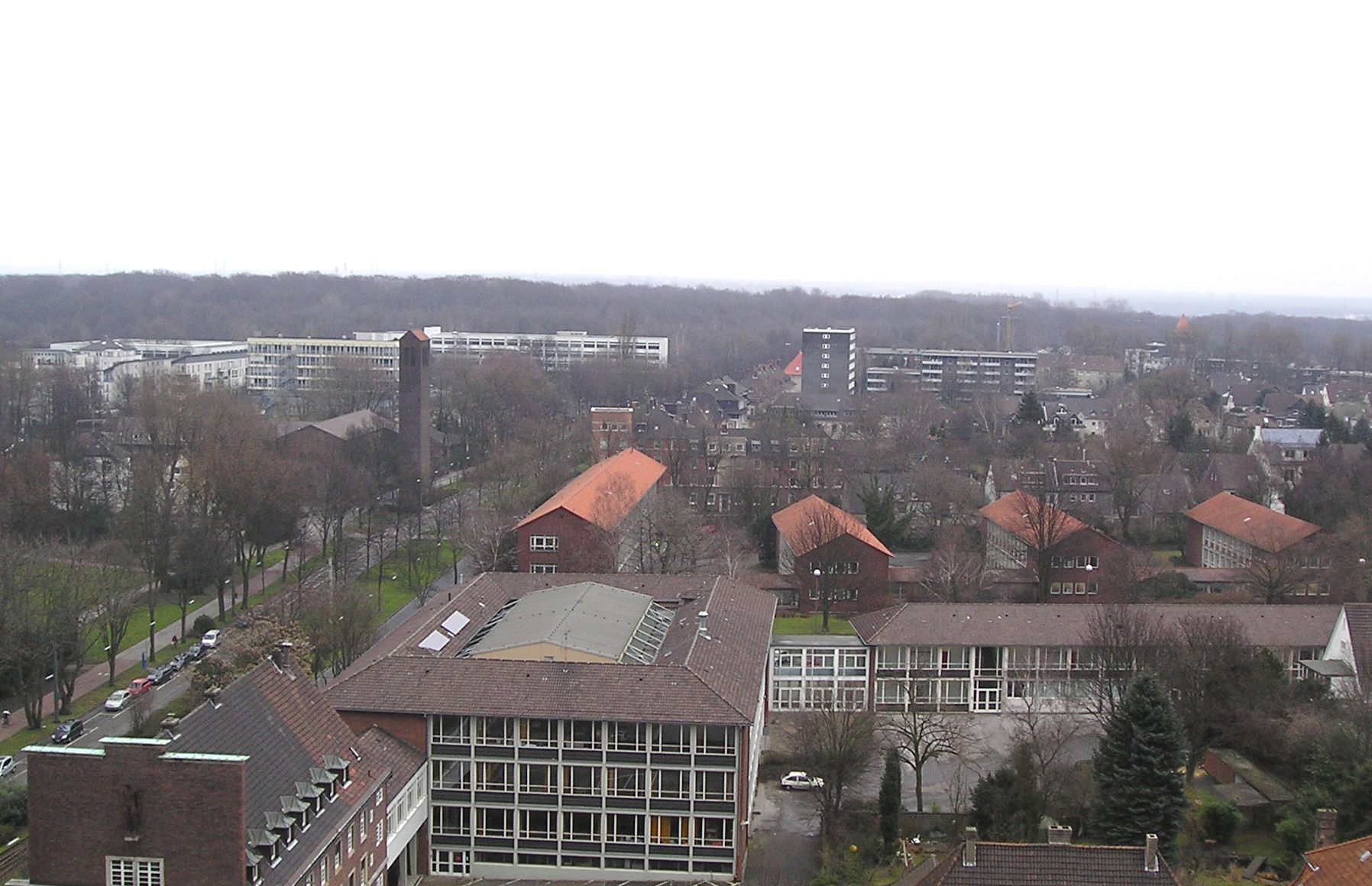
向东
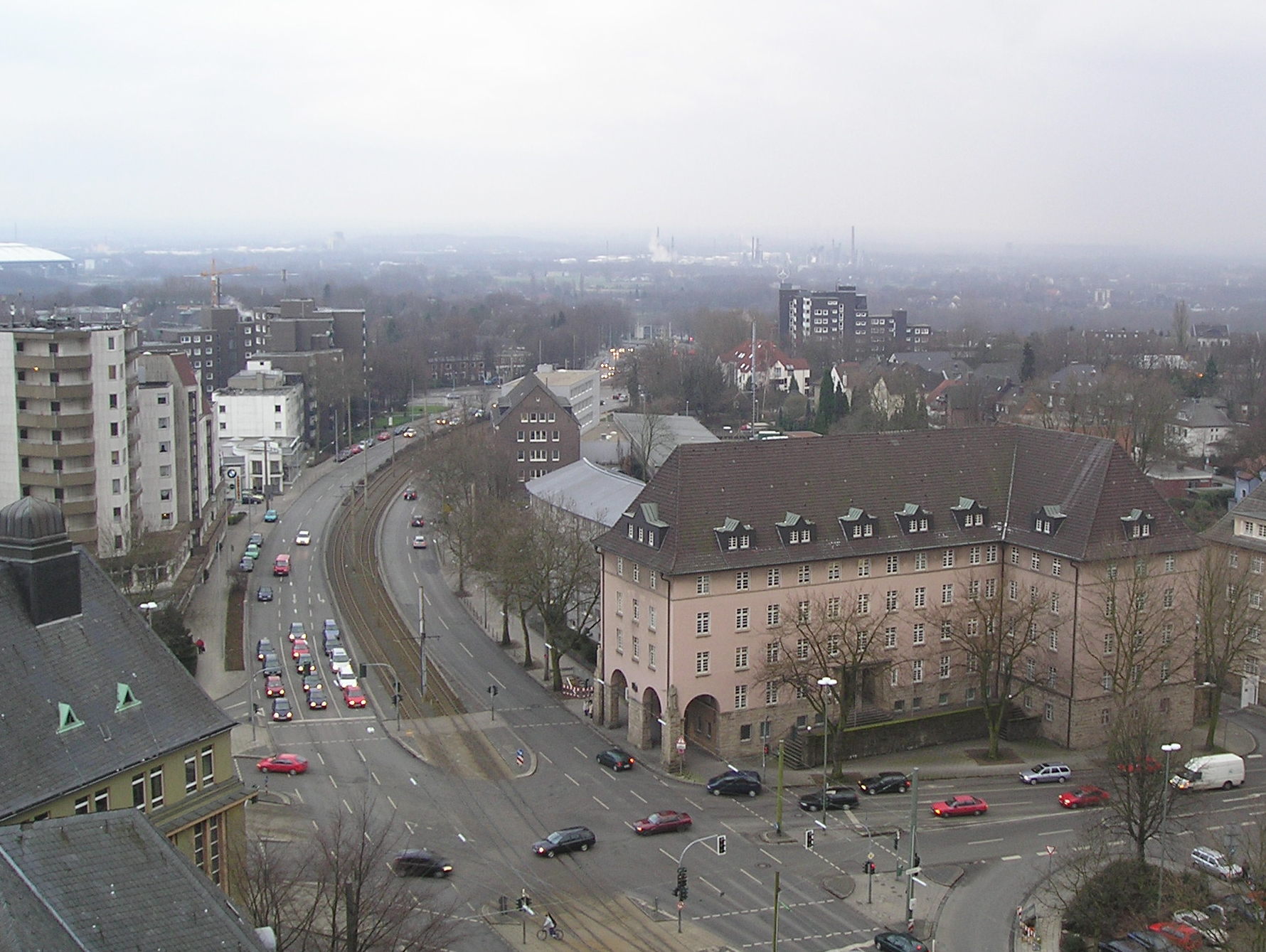
向南
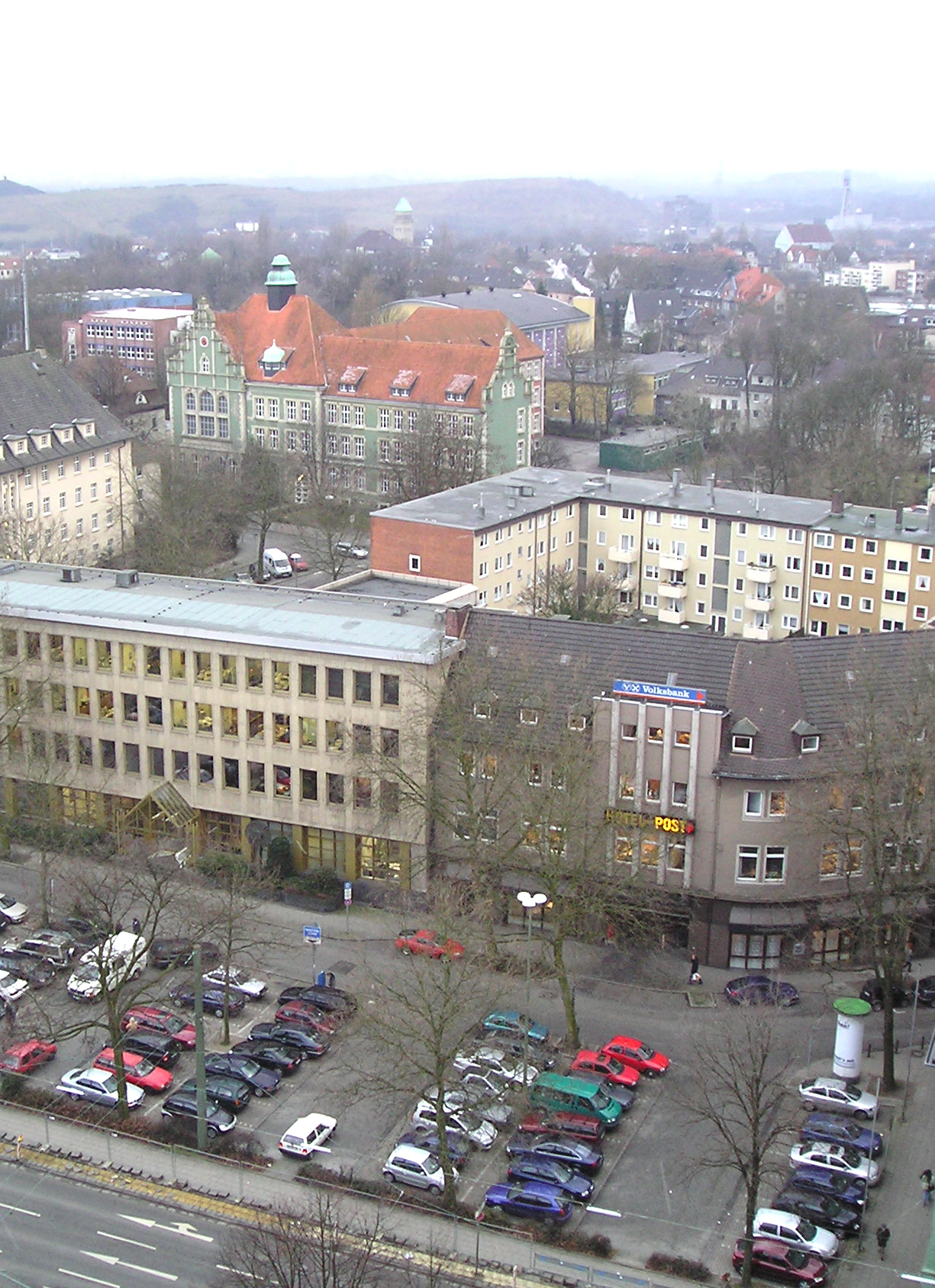
向西

## 书籍
- Buersches Lesebuch – 1000 Jahre Buer 1003–2003. Hrsg. Verein für Orts- und Heimatkunde e.V. Gelsenkirchen-Buer, Gelsenkirchen 2002.
- Beiträge zur Stadtgeschichte – 1000 Jahre Buer. Band XXIII, Verein für Orts- und Heimatkunde e.V. Gelsenkirchen-Buer, Gelsenkirchen 2003.
- Kira Schmidt (Hrsg.): Kicker, Kumpel, Kohlrouladen – Ein Buersches Bergbau-Lesebuch. Verlag Beluga New Media, Gelsenkirchen 2006, ISBN 3-938152-10-9.
- Dietmar Ahlemann: Die Herren von Buer – Eine westdeutsche Familiengeschichte vom Hochmittelalter bis in das 19. Jahrhundert. In: Westdeutsche Gesellschaft für Familienkunde e.V. (Hrsg.): Jahrbuch 2012, Band 274, Köln 2012, 213–300页
- Karl Machtan: Die Geschichte derer von Buer. In: Beiträge zur Stadtgeschichte (Gelsenkirchen-Buer). Band 7, Gelsenkirchen-Buer 1973, 5–10页